# بوبرووی دووری
بوبرووی دووری (انگلیسی: Bobrovy Dvory) یک شهرک در بخش گوبکینسکی استان بلگورود کشور روسیه است.